# Genésio Miranda Lins
Genésio Miranda Lins (Itajaí, 26 de agosto de 1903 – Itajaí, 7 de janeiro de 1977) foi um político brasileiro.

## Vida
Genésio Miranda Lins nasceu em Itajaí, Santa Catarina, Brasil no comecinho do século XX no dia 26 de agosto de 1903. Seus pais foram Eduardo de Pessoa Lins e D. Julieta Miranda. Eduardo de Pessoa Lins era natural da cidade de Escada, a 70 km de Recife, no estado de Pernambuco. Ele era marinheiro e quando o seu navio atracou em Itajaí ele avistou Dona Julieta passeando na praça que fica defronte da igreja velha. Ficou encantado, a ponto de desembarcar do navio e ficar em Itajaí. Mais tarde se casaram e tiveram três filhos homens: César, Genésio e Mário.
Eduardo de Pessoa Lins morreu aos 42 anos de um ataque de coração no dia 7 de setembro de 1916, quando vinha caminhando pela Rua Hercílio Luz. Ele estava vindo do grupo Escolar Victor Meireles, onde tinha ido ver e escutar o seu filho Genésio recitar um poema em homenagem a data de libertação do Brasil do jugo Português.
D. Julieta ficou então viúva e pobre, e teve de se mudar para casa da sua mãe, a D. Juleca, enquanto os dois filhos mais velhos começaram a trabalhar. César embarcou como grumete em um navio e Genésio empregou-se como contínuo no Banco Nacional de Comércio.
Itajaí nesse tempo, era uma pequena e bela cidade com menos de dez mil habitantes na foz do rio Itajaí Açu, na beira do Oceano Atlântico. Genésio conheceu Consuelo, filha Francisco Olegário dos Santos e D. Mimi Fimmermam, e em 1928, quando Genésio já era gerente do Banco Nacional do Comércio, se casaram. Tiveram três filhos, dois meninos e uma menina, Eduardo em 14 de outubro de 1930, Rosi em 4 de novembro de 1935 e Francisco em 18 de agosto de 1937.
Em 1935 quando Rosi nasceu, foi também o ano em que se fundou o Banco Indústria e Comércio de Sta Catarina, o INCO. Ideia de industriais, transformada em realidade por Genésio de Miranda Lins.
E a partir daí, Genésio foi ficando uma pessoas rica e com muito poder, na medida em que o INCO crescia por toda Santa Catarina, no Paraná, no Rio de Janeiro e em Porto Alegre. Foi ele quem realizou o primeiro grande negócio entra Bancos neste país, quando o INCO comprou o Banco da Cidade de São Paulo, uma rede bancária paulista com mais de vinte agências.
Contudo, ele nunca mudou com todo esse progresso, continuou sendo sempre um homem simples, honrado e bom. Se transformou, sim, no irmão mais velho e mais bem sucedido de todos os itajaienses, com a sua sala de espera sempre repleta de conterrâneos. Raramente, ou quem sabe, nunca, dizia a palavra não. Quando lhe era impossível atender o que era pedido, dizia: Volte daqui uns quinze dias e veremos o que se pode fazer.
Gostava de passear de carro pela Rua Itajaí querendo saber de quem era aquela casa nova que estava sendo construída. Amava a sua cidade e a todos que ali viviam, pois, além do seu trabalho no Banco, por sua iniciativa e ação, trouxe em 1948 os padres Salesianos para Itajaí para que a sua cidade tivesse um ginásio. Conseguiu a instalação de indústrias, construiu uma bela sede social, o Guarani, sempre preocupado e ativo com que dizia respeito a sua cidade natal...
E sempre, ao longo de sua vida, tendo ao seu lado a sua eterna namorada, a D. Consuelo. Os três filhos do casal nos fins dos anos 50 e começo de 60, casaram-se. Eduardo Santos Lins (o Pimpa) com Olga Maria da Luz, da Ilha de Santa Catarina. Rosi com Roberto Konder Bornhausen, de Itajaí, e Chico com Tutti Konradt, de Blumenau. Tiveram 10 netos.

## Carreira
Foi deputado à Câmara dos Deputados por Santa Catarina na 43ª legislatura (1967 — 1971), eleito pela Aliança Renovadora Nacional (ARENA).